# Eggerthellales
Eggerthellales es un orden de bacterias grampositivas de la clase Coriobacteriia. Fue descrito en el año 2013. Son bacterias anaerobias estrictas y de movilidad variable. La mayoría de géneros y especies se encuentran formando parte de la microbiota intestinal humana y de animales. 
En este grupo hay algunas especies patógenas humanas, de las que se puede destacar Eggerthella lenta y Slackia exigua, que son causantes de múltiples infecciones.

## Taxonomía
Actualmente este orden contiene una sola familia: Eggerthellaceae. A su vez, esta contiene 17 géneros:
- Adlercreutzia
- Anaerotardibacter
- Arabiibacter
- Berryella
- Cryptobacterium
- Curtanaerobium
- Denitrobacterium
- Eggerthella
- Ellagibacter
- Enteroscipio
- Gordonibacter
- Paraeggerthella
- Raoultibacter
- Rubneribacter
- Senegalimassilia
- Slackia
- Xiamenia